# Mitte, Berlin (stadsdelsområde)
För andra betydelser, se Mitte

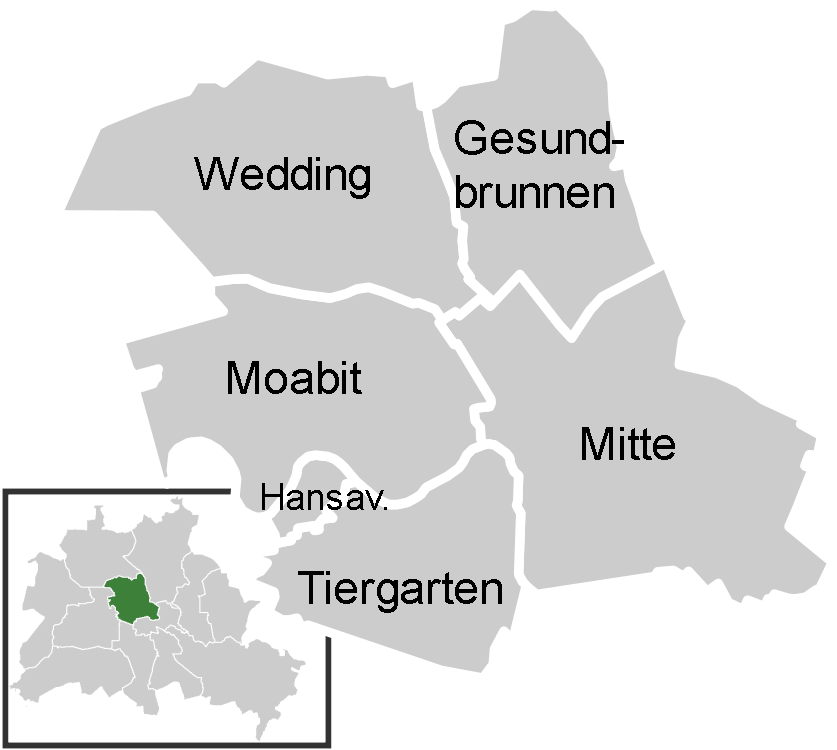
stadsdelar i stadsdelsområdet Mitte

Mitte är ett stadsdelsområde (Bezirk) i Berlin. Det är Berlins mest centrala stadsdelsområde, med huvudgator som Unter den Linden och Friedrichstrasse.
Vid förvaltningsreformen från 2001 sammanslogs den före detta östtyska stadsdelen Mitte med stadsdelarna Tiergarten och Wedding som fanns i Västberlin.
Det administrativa stadsdelsområdet Mitte består av följande stadsdelar:
- Mitte
- Moabit
- Hansaviertel
- Tiergarten
- Wedding
- Gesundbrunnen

## Se även

Mandatfördelningen i stadsdelsområdet 2016